# Севинский сумон
Севинский сумон — административно-территориальная единица (сумон) и муниципальное образование со статусом сельского поселения в Пий-Хемском кожууне Тывы Российской Федерации.
Административный центр — село Хут.

## Население
| 2017 | 2018 |
| ---- | ---- |
| 374  | ↗382 |

## Состав сумона
| № | Населённый пункт | Тип населённого пункта       | Население   |
| - | ---------------- | ---------------------------- | ----------- |
| 1 | Севи             | посёлок                      | ↘54 (2010)  |
| 2 | Хут              | село, административный центр | ↗331 (2010) |